# 크린치산
크린치산(인도네시아어: Gunung Kerinci)은 인도네시아에서 가장 높은 화산으로, 수마트라섬에서 가장 높은 산이다.